# Liphistius bicoloripes
Espèce
Liphistius bicoloripes est une espèce d'araignées mésothèles de la famille des Liphistiidae.

## Distribution
Cette espèce est endémique de Thaïlande.

## Publication originale
- Ono, 1988 : Liphistiid spiders (Araneae, Mesothelae) of south Thailand. Bulletin of the National Science Museum Tokyo, sér. A, vol. 14, p. 145-150.